# Auchenipterus ambyiacus
Auchenipterus ambyiacus är en fiskart som beskrevs av Fowler, 1915. Auchenipterus ambyiacus ingår i släktet Auchenipterus och familjen Auchenipteridae. Inga underarter finns listade.